# Poker Masters 2017

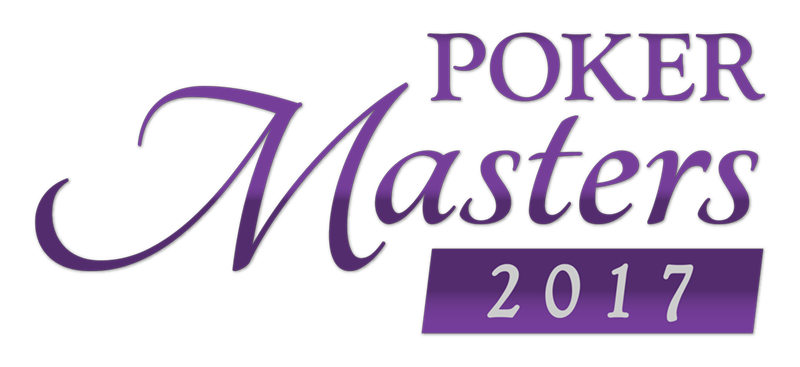
Logo der Poker Masters 2017

Die Poker Masters 2017 waren die erste Austragung dieser Pokerturnierserie und wurden von Poker Central veranstaltet. Die fünf High-Roller-Turniere mit Buy-ins von mindestens 50.000 US-Dollar wurden vom 13. bis 20. September 2017 im PokerGO Studio im Aria Resort & Casino in Paradise am Las Vegas Strip ausgespielt.

## Struktur

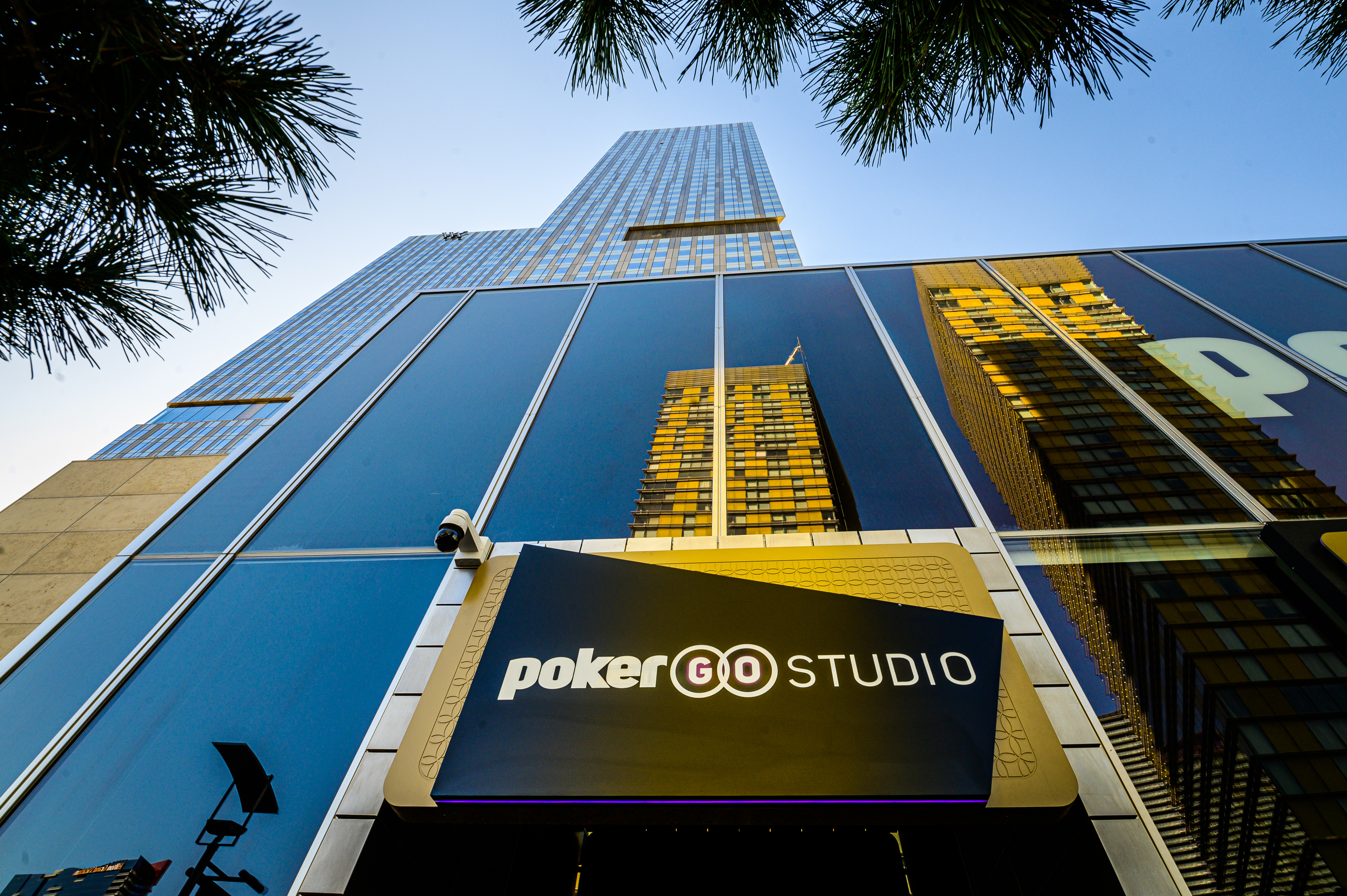
Das PokerGO Studio im Aria Resort & Casino (2019)

Die fünf Turniere wurden in der Variante No Limit Hold’em gespielt. Aufgrund des hohen Buy-ins waren bei den Turnieren lediglich die weltbesten Pokerspieler sowie reiche Geschäftsmänner anzutreffen. Die ersten vier Events waren jeweils auf zwei Tage ausgelegt und ermöglichten jedem Spieler ein Re-entry. Alle Turniere wurden mit einer 30-sekündigen Shotclock gespielt, was bedeutet, dass jedem Spieler bei seinen Aktionen immer nur 30 Sekunden Zeit zur Verfügung standen. Alle Events wurden von der kostenpflichtigen Onlineplattform PokerGO übertragen.

## Turniere

### Übersicht
| # | Turnierbeginn | Buy-in (in $) | Teilnehmer | Sieger             | Herkunft           | Preisgeld (in $) |
| - | ------------- | ------------- | ---------- | ------------------ | ------------------ | ---------------- |
| 1 | 13. Sep. 2017 | 050.000       | 51         | Nick Schulman      | Vereinigte Staaten | 0.918.000        |
| 2 | 14. Sep. 2017 | 050.000       | 50         | Steffen Sontheimer | Deutschland        | 0.900.000        |
| 3 | 15. Sep. 2017 | 050.000       | 48         | Bryn Kenney        | Vereinigte Staaten | 0.960.000        |
| 4 | 16. Sep. 2017 | 050.000       | 39         | Brandon Adams      | Vereinigte Staaten | 0.819.000        |
| 5 | 18. Sep. 2017 | 100.000       | 36         | Steffen Sontheimer | Deutschland        | 1.512.000        |

### #1

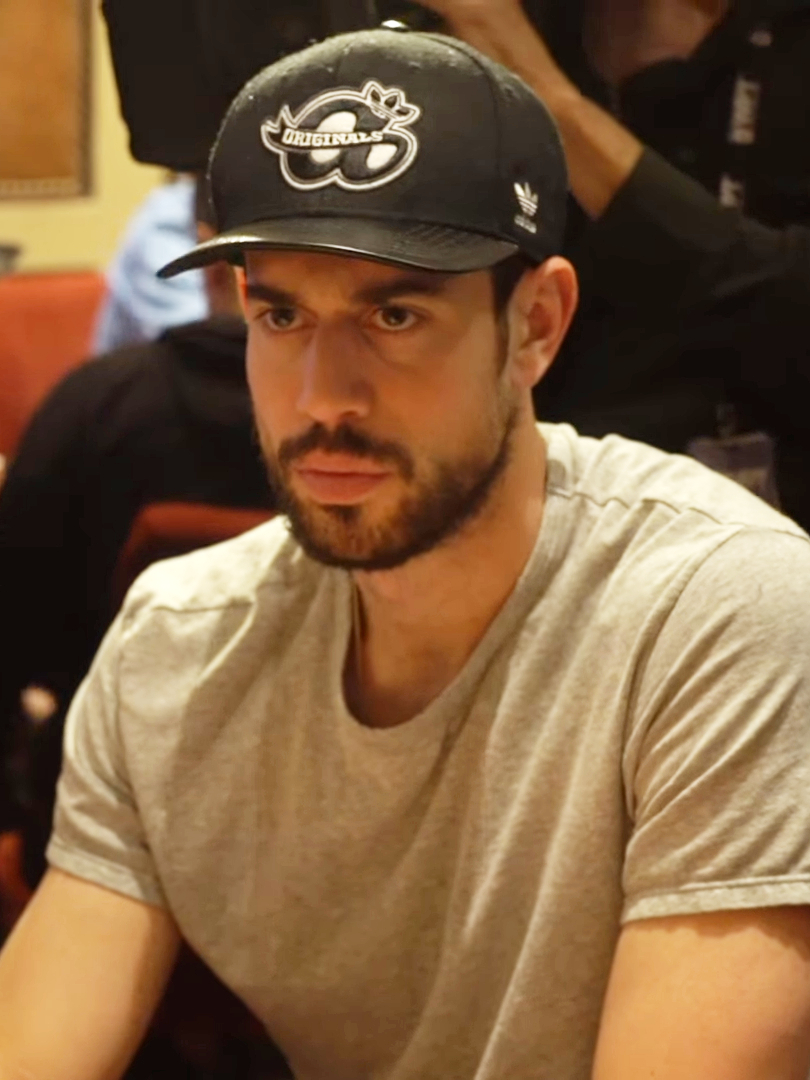
Nick Schulman (2018)

Das erste Event begann am 13. September 2017. 51 Teilnehmer zahlten den Buy-in von 50.000 US-Dollar.
| Platz | Herkunft           | Spieler            | Preisgeld (in $) |
| ----- | ------------------ | ------------------ | ---------------- |
| 1     | Vereinigte Staaten | Nick Schulman      | 918.000          |
| 2     | Vereinigte Staaten | Matthew Hyman      | 561.000          |
| 3     | Deutschland        | Stefan Schillhabel | 306.000          |
| 4     | Deutschland        | Steffen Sontheimer | 204.000          |
| 5     | Deutschland        | Dominik Nitsche    | 178.500          |
| 6     | Deutschland        | Koray Aldemir      | 153.000          |
| 7     | Spanien            | Adrián Mateos      | 127.500          |
| 8     | Kanada             | Daniel Negreanu    | 102.000          |

### #2
Das zweite Event begann am 14. September 2017. 50 Teilnehmer zahlten den Buy-in von 50.000 US-Dollar.
| Platz | Herkunft           | Spieler             | Preisgeld (in $) |
| ----- | ------------------ | ------------------- | ---------------- |
| 1     | Deutschland        | Steffen Sontheimer  | 900.000          |
| 2     | Deutschland        | Fedor Holz          | 550.000          |
| 3     | Vereinigte Staaten | Tom Marchese        | 300.000          |
| 4     | Vereinigte Staaten | Phil Hellmuth       | 200.000          |
| 5     | Deutschland        | Christian Christner | 175.000          |
| 6     | Spanien            | Adrián Mateos       | 150.000          |
| 7     | Vereinigte Staaten | Bryn Kenney         | 125.000          |
| 8     | Vereinigte Staaten | Dan Shak            | 100.000          |

### #3

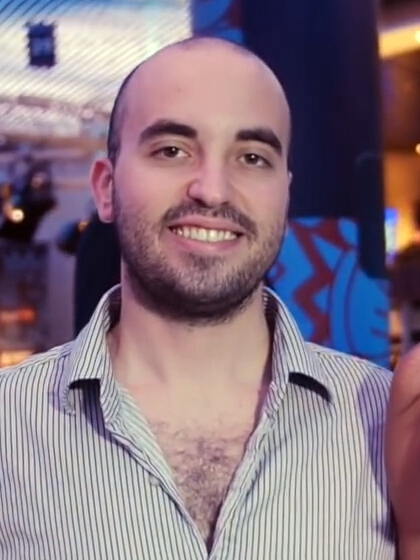
Bryn Kenney (2015)

Das dritte Event begann am 15. September 2017. 48 Teilnehmer zahlten den Buy-in von 50.000 US-Dollar.
| Platz | Herkunft           | Spieler        | Preisgeld (in $) |
| ----- | ------------------ | -------------- | ---------------- |
| 1     | Vereinigte Staaten | Bryn Kenney    | 960.000          |
| 2     | Vereinigte Staaten | Erik Seidel    | 576.000          |
| 3     | Vereinigte Staaten | Jake Schindler | 312.000          |
| 4     | Vereinigte Staaten | Dan Smith      | 192.000          |
| 5     | Vereinigte Staaten | Doug Polk      | 144.000          |
| 6     | Vereinigte Staaten | Cary Katz      | 120.000          |
| 7     | Spanien            | Sergio Aido    | 096.000          |

### #4
Das vierte Event begann am 16. September 2017. 39 Teilnehmer zahlten den Buy-in von 50.000 US-Dollar.
| Platz | Herkunft           | Spieler            | Preisgeld (in $) |
| ----- | ------------------ | ------------------ | ---------------- |
| 1     | Vereinigte Staaten | Brandon Adams      | 819.000          |
| 2     | Vereinigte Staaten | Doug Polk          | 468.000          |
| 3     | Vereinigte Staaten | David Peters       | 273.000          |
| 4     | Vereinigte Staaten | Justin Bonomo      | 175.500          |
| 5     | Deutschland        | Steffen Sontheimer | 117.000          |
| 6     | Vereinigte Staaten | Jake Schindler     | 097.500          |

### #5
Das fünfte Event lief vom 18. bis 20. September 2017. 36 Teilnehmer zahlten den Buy-in von 100.000 US-Dollar.
| Platz | Herkunft           | Spieler             | Preisgeld (in $) |
| ----- | ------------------ | ------------------- | ---------------- |
| 1     | Deutschland        | Steffen Sontheimer  | 1.512.000        |
| 2     | Deutschland        | Christian Christner | 0.864.000        |
| 3     | Deutschland        | Fedor Holz          | 0.504.000        |
| 4     | Vereinigte Staaten | Seth Davies         | 0.324.000        |
| 5     | Vereinigte Staaten | Justin Bonomo       | 0.216.000        |
| 6     | Deutschland        | Stefan Schillhabel  | 0.180.000        |

## Purple Jacket
Bei den Poker Masters erhält der erfolgreichste Spieler ein violettes Sakko, das sogenannte Poker Masters Purple Jacket™. Bei dieser Austragung war dafür das in den fünf Turnieren gewonnene Preisgeld maßgebend. Sieger Steffen Sontheimer kam bei vier der fünf Events in die Geldränge und sicherte sich insbesondere aufgrund seiner Siege im zweiten und fünften Event Preisgelder von über 2,5 Millionen US-Dollar.
| Platz | Herkunft           | Spieler             | Preisgeld (in $) | Cashes | Siege |
| ----- | ------------------ | ------------------- | ---------------- | ------ | ----- |
| 1     | Deutschland        | Steffen Sontheimer  | 2.733.000        | 4      | 2     |
| 2     | Vereinigte Staaten | Bryn Kenney         | 1.085.000        | 2      | 1     |
| 3     | Deutschland        | Fedor Holz          | 1.054.000        | 2      | 0     |
| 4     | Deutschland        | Christian Christner | 1.039.000        | 2      | 0     |
| 5     | Vereinigte Staaten | Nick Schulman       | 0.918.000        | 1      | 1     |
| 6     | Vereinigte Staaten | Brandon Adams       | 0.819.000        | 1      | 1     |
| 7     | Vereinigte Staaten | Doug Polk           | 0.612.000        | 2      | 0     |
| 8     | Vereinigte Staaten | Erik Seidel         | 0.576.000        | 1      | 0     |
| 9     | Vereinigte Staaten | Matthew Hyman       | 0.561.000        | 1      | 0     |
| 10    | Deutschland        | Stefan Schillhabel  | 0.486.000        | 2      | 0     |